# Ronja Hilbig

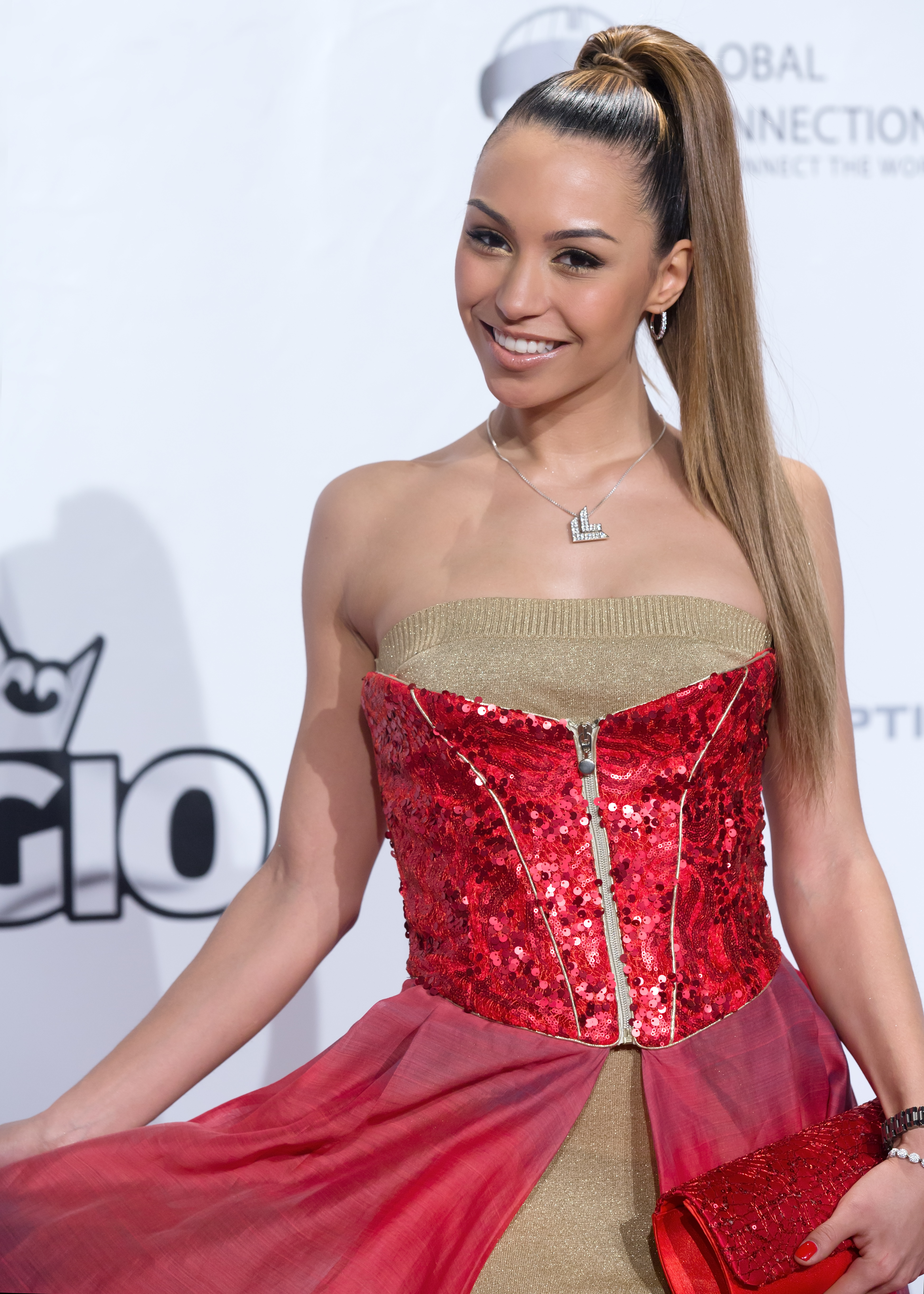
Ronja Hilbig (2015)

Ronja Hilbig (* 6. März 1990 in Hamburg) ist eine deutsche Sängerin. Sie war Mitglied von Die Lollipops, Cats & Boots und  Queensberry. Seit der Auflösung von Queensberry tritt sie als Miss Ronja solo auf.

## Werdegang

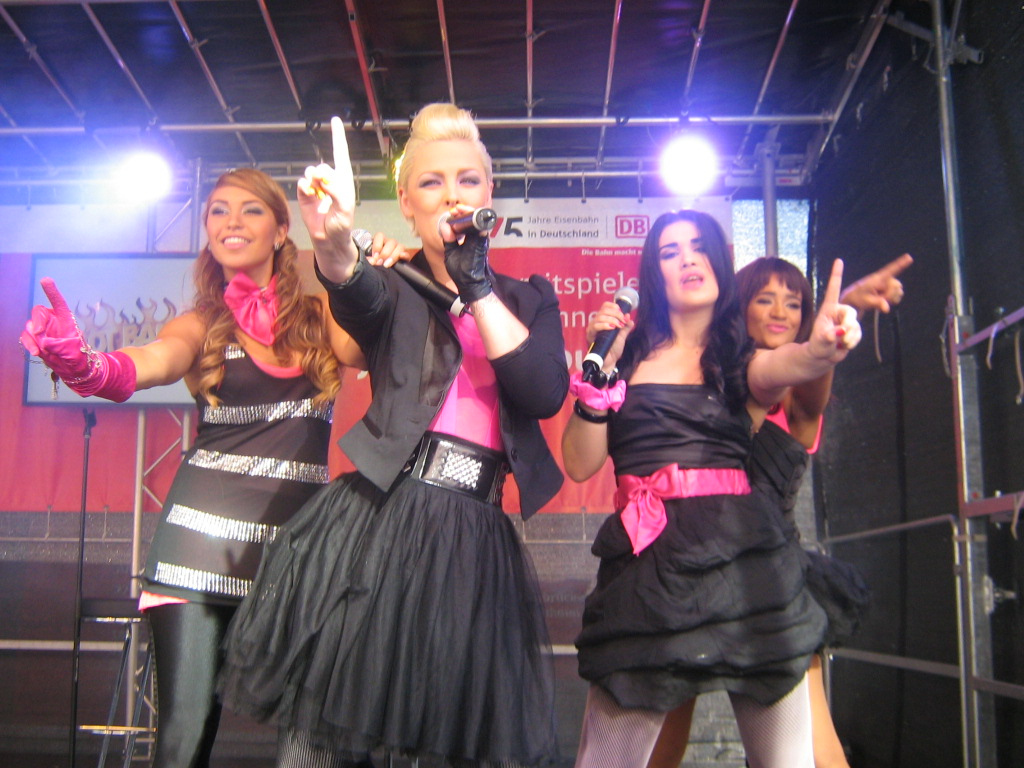
Ronja Hilbig (l.) mit Queensberry (2010)

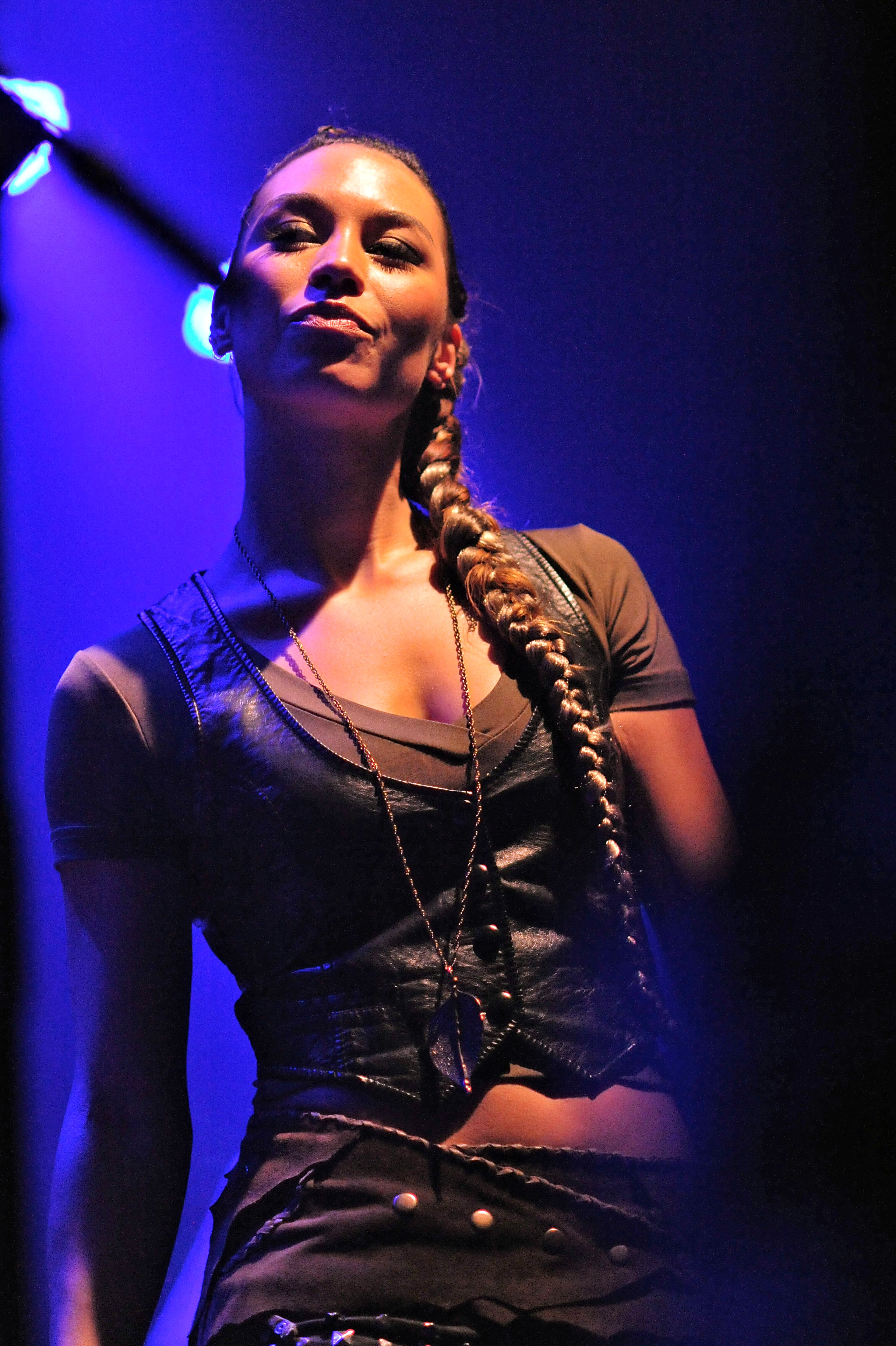
Ronja Hilbig (2014)

Hilbig begann mit vier Jahren Klavier zu spielen. Im Jahr 2001 spielte sie unter anderem bei der Premiere die Rolle der kleinen Nala im Musical Der König der Löwen in Hamburg.
Von 2003 bis 2004 sang sie mit Joanna Strand in der Mädchenband Die Lollipops. Zusammen waren sie das erfolgreichste Lollipops-Duo und verkauften über 550.000 Ton- und Bild-Tonträger, erhielten 6 Gold- und Platinauszeichnungen, drei Top-10-Chart-Platzierungen und eine Echo-Nominierung 2005 für die beste Musik DVD. Nach ihrer Ablösung im Jahr 2005 bildete Hilbig mit ihrer vorherigen Kollegin das Duo Cats & Boots bis sie sich vorerst aus dem Musikgeschäft zurückzog.
Kurz nach ihrem Abitur wurde sie im Juli 2010 Mitglied der Girlgroup Queensberry und trat zusammen mit Selina Herrero die Nachfolge von Antonella Trapani und Victoria Ulbrich an, die aus privaten Gründen die Band verlassen hatten. In dem Film Alvin und die Chipmunks 3: Chipbruch lieh sie dem Streifenhörnchen Brittany ihre Stimme. Eine im Oktober 2012 angekündigte Schaffenspause zugunsten von Soloprojekten erwies sich 2013 als endgültige Trennung von Queensberry.
Nach dem Ende von Queensberry brachte Hilbig als Schmuckdesignerin eine Kollektion heraus und stellte sie im Februar 2013 auf der Schmuckmesse in München vor. Weiterhin machte Hilbig seit Oktober 2012 Werbung für Wimpernverlängerungen.
Im Fernsehen war Hilbig von 2011 bis 2015 Teilnehmerin beim TV total Turmspringen, bei dem sie 2014 im Einzel- und Synchronspringen den Sieg errang. Im März 2013 war sie in einer Folge von mieten, kaufen, wohnen zu sehen.
Zudem begann sie in Hamburg und in Los Angeles mit Studioaufnahmen für ihre Solokarriere, wobei sie unter anderem die Chance erhielt mit dem amerikanischen Rapper und Musikproduzenten Leon „Roccstar“ Youngblood Jr. zusammenzuarbeiten. So wirkte sie auch in Roccstars Musikvideo zu My Woman mit.
Seit August 2013 tritt sie mit Musikern der Delta Doppelkorn Bluesband aus Hamburg-Harburg als Ronjas Räuber oder auch Ronjas Bluesbox auf. Seit März 2016 verwenden sie Ronja Hilbig & Band als Namen.
Als erste Veröffentlichung erschien im Januar 2015 bei Spotify Hand Cuffed. Im Oktober 2015 wurde als Download die Single Bang Bang veröffentlicht.
Im Februar 2017 machte sie ihre Beziehung zum Mixed-Martial-Arts-Kämpfer Abeku Afful öffentlich bekannt, mit dem sie zu dem Zeitpunkt bereits zweieinhalb Jahre liiert war. Im Mai 2020 wurde das Paar Eltern einer Tochter.

## Diskografie

### Solo
Singles
- 2015: Hand Cuffed (feat. Truth Denerio; exklusiv bei Spotify)
- 2015: Bang Bang
- 2016: Luxus Life
- 2016: 1000 Faces
- 2017: Good Time (Simon Stash & Phil Da Beat feat. Miss Ronja)
- 2021: Wir hol'n den Pott (Ronja Hilbig & Band)
- 2024: Flugmodus
- 2025: Lullaby - Ein Lied für dich (Aad Guray Nameh)
- 2025: Wicked Game
- 2025: Ich kann dich nicht hören!

### Bandprojekte
Cats & Boots (2005)
- Album
  - 2005: Déjà vu
- Single
  - 2005: Stop in the Name of Love

Die Lollipops (2003–2004)
Queensberry (2010–2013)